# Embalse del Pirón
El embalse de Aprisqueras o del Pirón, llamado popularmente de Torrecaballeros, está situado en la vertiente segoviana de la sierra de Guadarrama, en el cauce del río Pirón. Fue finalizado en 1995.

## Detalles

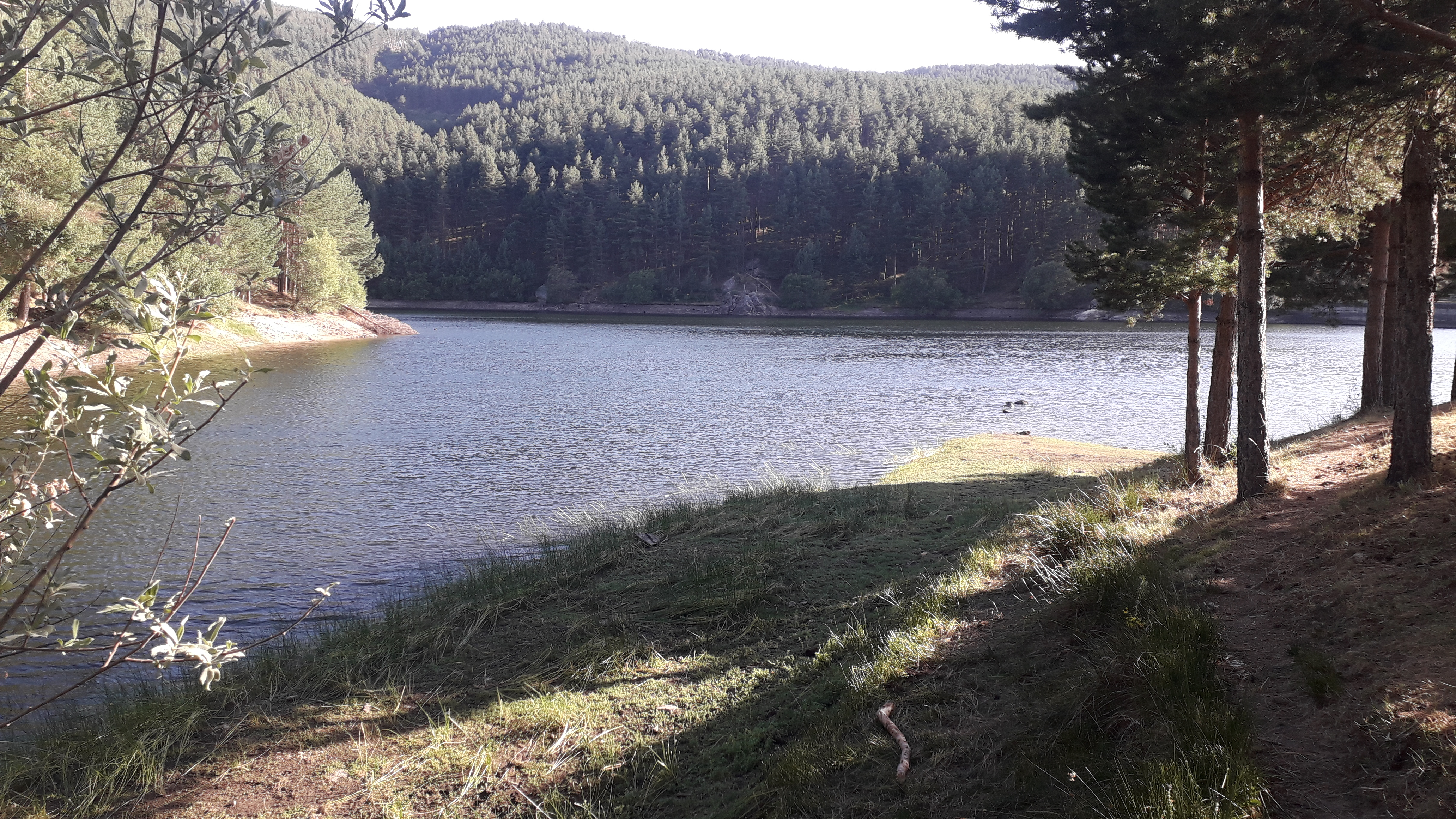
Vista del embalse desde un lateral

La carretera de acceso (Carretera del puerto de Malangosto) se encuentra a menos de 10 km de Torrecaballeros. Tiene su inicio en la N-110 y cruza la Cañada Real Soriana Occidental, bordea el pantano por su margen derecho. Las laderas están pobladas de pinos y algunos robles.
En otoño, si las lluvias acompañan y no hay heladas prematuras, resulta destacable la riqueza micológica que se da en estos parajes.
Este embalse proporciona agua potable a los municipios de la Mancomunidad Fuente del Mojón: Adrada de Pirón, Santo Domingo de Pirón, Basardilla, Brieva, Espirdo (con Tizneros, La Higuera y Bellavista) y Torrecaballeros (con Cabanillas del Monte, Aldehuela y La Torre).
El baño está desaconsejado para evitar posibles accidentes.